# Michel Leclere
Michel Leclère (Mantes-la-Jolie, Parijs, 18 maart 1946) is een voormalig Formule 1-coureur uit Frankrijk. Hij reed in 1975 en 1976 8 Grands Prix voor de teams Tyrrell Racing en Wolf-Williams, maar scoorde hierin geen punten.